# Маркуль, Фридрих Вильгельм
Фридрих Вильгельм Маркуль (нем. Friedrich Wilhelm Markull; 17 декабря 1816, Райхенбах (ныне Рыхлики, Эльблонгский повят, Польша) — 30 апреля 1887, Данциг) — немецкий органист и композитор.

## Биография
Учился у своего отца, затем в Эльбинге у Кристиана Урбана и в Дессау у Фридриха Шнайдера. С 1836 г. жил и работал в Данциге как органист Собора Святой Марии, руководил местным хоровым обществом, выступал как музыкальный критик в газете Danziger Zeitung. Автор трёх поставленных в Данциге опер: «Майя и Альпино, или Зачарованная роза» (нем. Maja und Alpino oder Die bezauberte Rose; 1843), «Царь Сионский» (нем. Der König von Zion; 1850), «Вальпургиева ночь» (нем. Das Walpurgisfest; 1855), двух ораторий, органных и хоровых сочинений. Отмечалось, что «Немецкий реквием» Иоганнеса Брамса близок к ранее написанной поминальной службе Маркуля.